# Burke County (Georgia)
Das Burke County befindet sich im Bundesstaat Georgia der Vereinigten Staaten. Der Verwaltungssitz (County Seat) ist Waynesboro.

## Geographie
Das County liegt im Osten von Georgia, grenzt an South Carolina und hat eine Fläche von 2163 Quadratkilometern, wovon zwölf Quadratkilometer Wasserfläche sind und grenzt im Uhrzeigersinn an folgende Countys: Screven County, Jenkins County, Emanuel County, Jefferson County und Richmond County.
Das County ist Teil der Metropolregion Augusta.

## Geschichte
Burke County wurde am 5. Februar 1777 gebildet. Benannt wurde es nach Edmund Burke, einem politischen Schriftsteller und Mitglied des britischen Parlaments.
Das County war die Heimat des Unterzeichners der Freiheitserklärung von Georgia, Gouverneur Lyman Hall, und die Heimat von neun weiteren Gouverneuren: John Houston, Samuel Elbert, Edward Telfair, Jared Irwin, James Jackson, David Emanuel, William Schley, Herschel V. Johnson und Hoke Smith.

## Demografische Daten
Laut der Volkszählung von 2010 verteilten sich die damaligen 23.316 Einwohner auf 8.533 bewohnte Haushalte, was einen Schnitt von 2,70 Personen pro Haushalt ergibt. Insgesamt bestehen 9.865 Haushalte.
71,6 % der Haushalte waren Familienhaushalte (bestehend aus verheirateten Paaren mit oder ohne Nachkommen bzw. einem Elternteil mit Nachkomme) mit einer durchschnittlichen Größe von 3,20 Personen. In 39,0 % aller Haushalte lebten Kinder unter 18 Jahren sowie in 24,1 % aller Haushalte Personen mit mindestens 65 Jahren.
31,1 % der Bevölkerung waren jünger als 20 Jahre, 23,9 % waren 20 bis 39 Jahre alt, 27,3 % waren 40 bis 59 Jahre alt und 17,6 % waren mindestens 60 Jahre alt. Das mittlere Alter betrug 36 Jahre. 48,0 % der Bevölkerung waren männlich und 52,0 % weiblich.
47,5 % der Bevölkerung bezeichneten sich als Weiße, 49,5 % als Afroamerikaner, 0,2 % als Indianer und 0,3 % als Asian Americans. 1,2 % gaben die Angehörigkeit zu einer anderen Ethnie und 1,3 % zu mehreren Ethnien an. 2,6 % der Bevölkerung bestand aus Hispanics oder Latinos.
Das durchschnittliche Jahreseinkommen pro Haushalt lag bei 33.299 USD, dabei lebten 33,7 % der Bevölkerung unter der Armutsgrenze.

## Kultur und Sehenswürdigkeiten

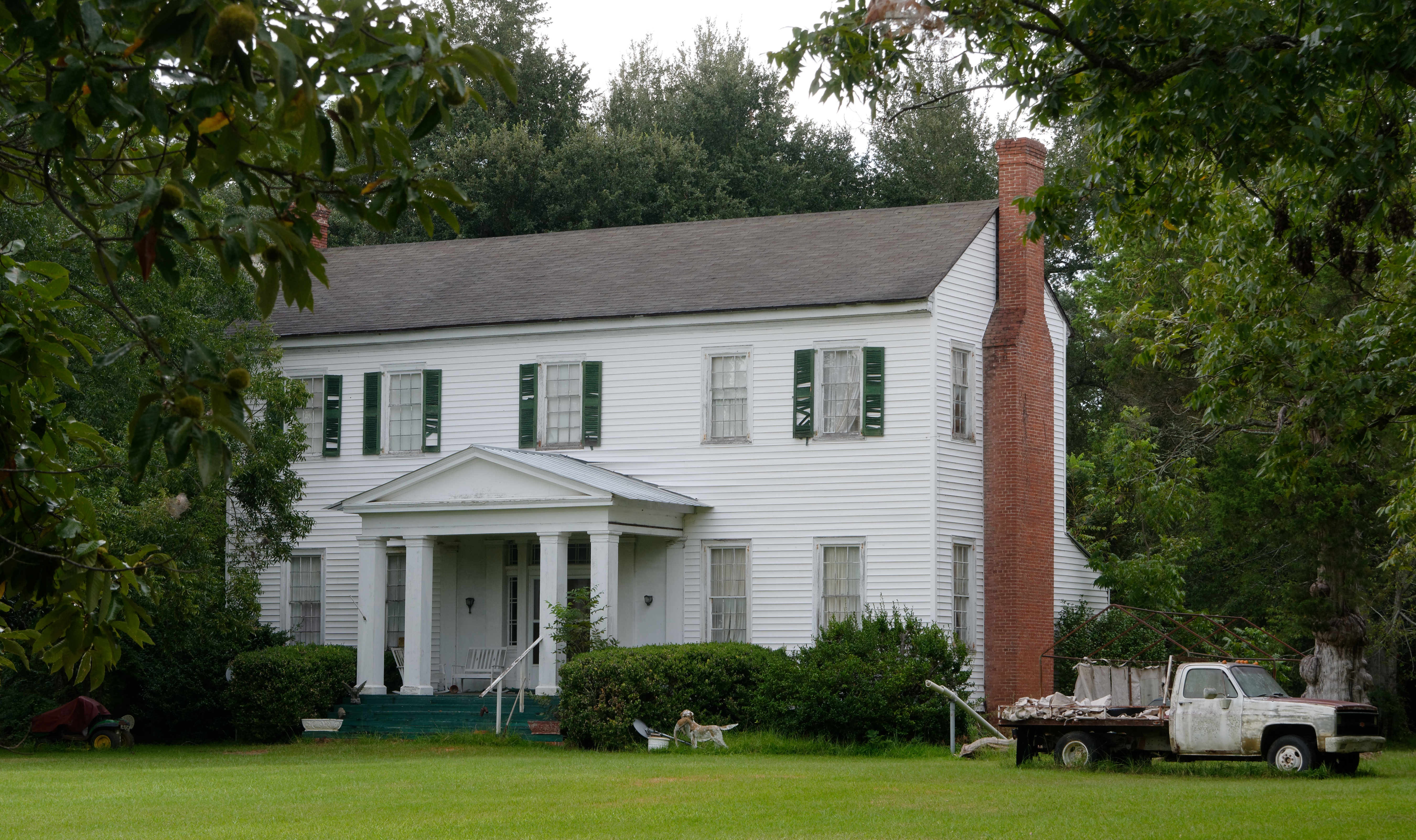
Sapp Plantation in Sardis (2017). Das Herrenhaus der ehemaligen Plantage entstand in den 1820er Jahren. Im Februar 1980 wurde es als erstes Objekt im County in das NRHP eingetragen.

Neun Bauwerke und Historic Districts („historische Bezirke“) im Burke County sind im National Register of Historic Places („Nationales Verzeichnis historischer Orte“; NRHP) eingetragen (Stand 27. Juli 2023), neben dem Gerichts- und Verwaltungsgebäude sind dies unter anderem drei Kirchen und eine ehemalige Plantage.

## Orte im Burke County
Orte im Burke County mit Einwohnerzahlen der Volkszählung von 2010:
Cities:
- Blythe – 721 Einwohner
- Keysville – 332 Einwohner
- Midville – 269 Einwohner
- Sardis – 999 Einwohner
- Vidette – 112 Einwohner
- Waynesboro (County Seat) – 5.766 Einwohner

Town:
- Girard – 156 Einwohner

## Sonstiges
Im Burke County steht das Kernkraftwerk Vogtle am Savannah River, das 1987 ans Netz ging.